# Rocca del Sasso di Monte Feltro
La Rocca del Sasso di Montefeltro fu un'antica fortificazione di Sassofeltrio, in provincia di Rimini, nel Montefeltro.

## Storia
Posta sopra un'altura vicino alla porta di accesso al borgo, sul sito sorgeva già una rocca durante la dominazione malatestiana, nella quale si pagava un pedaggio. Fu distrutta in seguito alla conquista del borgo da parte di Federico da Montefeltro, poco dopo il 1460. La rocca fu ricostruita secondo il progetto di Francesco di Giorgio Martini. Il complesso probabilmente fu smantellato dopo la devoluzione del Ducato di Urbino alla Santa Sede (1631), quando ormai quel tipo di edifici avevano perso la loro funzione. Sul sito sorge una stazione meteorologica e della costruzione martiniana si possono vedere solo alcuni basamenti.

## Descrizione
È una delle opere più caratteristiche del periodo di transito (XV secolo e XVI secolo) nella quale l'architetto senese si è avvicinato assai più che in altri suoi progetti o lavori alla forma bastionata.
Si tratta di una fortezza di pianta quadrata con una torre maestra di forma pentagonale, a cavaliere sul mezzo di uno dei lati del quadrato. Uno degli angoli della torre sporge verso la campagna come puntone. La fronte opposta, nella quale si trova l'ingresso, ha alle estremità i soliti torrioni rotondi, ma nel mezzo della fronte spicca una gola a cui si innesta un puntone provvisto di fianchi che presenta nell'insieme l'immagine di un baluardo con spalle molto robuste e con i fianchi ritirati.
La torre maestra ed il puntone centrale sono collegati per mezzo di due muri longitudinali che racchiudono una strada in parte coperta ed in parte scoperta.
Le irregolarità del tracciato dipendono probabilmente dalla configurazione del terreno.
Le muraglie sono grosse 4,73 m ed alte dal fondo del fosso fino ai merli 16,90 m. Il lato del pentagono, pianta della torre maestra, e di metri 15,21. Il diametro dei torrioni d'angolo, massicci, risulta 16,90 m. Probabilmente altrettanto lunghe sono le fasce del torrione o puntone centrale.